# Сан Лео (Изернија)
Сан Лео је насеље у Италији у округу Изернија, региону Молизе.
Према процени из 2011. у насељу је живело 44 становника. Насеље се налази на надморској висини од 868 м.